# Claudio Isaac
Claudio Isaac, né le 15 avril 1957 à Mexico et mort le 27 novembre 2024, est un écrivain ainsi qu'un acteur, réalisateur, scénariste et producteur de cinéma mexicain. Il est également animateur de talk-shows à la télévision mexicaine. Il est le fils du cinéaste Alberto Isaac.

## Biographie
Claudio Isaac est le fils du cinéaste polyvalent Alberto Isaac. En tant que tel, il fréquente très jeune le Who's who du cinéma mexicain, les amis de son père Luis Buñuel, Alfonso Arau, ou encore Arturo Ripstein. Ce dernier le fait apparaître en caméo dans Tiempo de morir (1966) âgé d'à peine huit ans. Son père le fera également tourner dans certains de ses films. 
Claudio produit en retour des documentaires d'Arturo Ripstein. Puis en 1976, âgé de vingt ans, il commence le tournage de son premier long métrage, Crónica íntima. Cependant, l'arrivée à la présidence de José López Portillo provoque une récession des budgets alloués au cinéma, et une augmentation de la censure. Alberto Isaac est jugé provocateur et gênant par Margarita López Portillo, présidente de la RTC. En conséquence, elle l'interdit de tournage, ainsi que tous les 'Isaac' du Mexique. Claudio devra attendre la fin du mandat, en 1982, pour sortir un second long métrage, El día que murió Pedro Infante, pour lequel l'actrice  Delia Casanova est nommée pour l'Ariel d'Argent de la Meilleure Actrice.
Hors du grand écran, Claudio Isaac écrit : il est l'auteur du roman Alma húmeda, du recueil de poèmes Otro enero, et des mémoires Luis Buñuel: a mediodía.
Depuis 2003, il anime des talk shows à la télévision mexicaine : Te toca, puis Sabor saber depuis 2004.

## Filmographie

### Comme réalisateur
(c) : court métrage (d) : documentaire
- 1979 : Crónica íntima
- 1980 : Guadalupe amor - Un caso mitologico (d) (c)
- 1980 : Algo sobre Jaime Sabines coréalisé par Sara Elias Calles (d) (c)
- 1982 : El día que murió Pedro Infante
- 1983 : Octavio Paz, el lenguaje de los arboles (d) (c)

### Comme scénariste
(c) : court métrage (d) : documentaire
- 1979 : Crónica íntima de lui-même
- 1980 : Algo sobre Jaime Sabines de lui-même et Sara Elias Calles (d) (c)

### Comme producteur
(c) : court métrage (d) : documentaire
- 1975 : Español d'Arturo Ripstein (d) (c)
- 1975 : Ciencias sociales d'Arturo Ripstein (d) (c)
- 1975 : Ciencias naturales d'Arturo Ripstein (d) (c)
- 1990 : ¡Maten a Chinto! d'Alberto Isaac

### Comme acteur
- 1966 : Tiempo de morir d'Arturo Ripstein
- 1975 : Tívoli d'Alberto Isaac
- 1977 : Cuartelazo d'Alberto Isaac
- 1978 : Las noches de Paloma d'Alberto Isaac
- 1983 : Las apariencias engañan de Jaime Humberto Hermosillo